# (191) Kolga
Kolga és el nom que rep l'Asteroide número 191 del cinturó d'asteroides. Fou descobert per l'astrònom Christian Heinrich Friedrich Peters el 30 de setembre del 1878 des de l'observatori de Clinton.